# Talorchestia kempi
Talorchestia kempi is een vlokreeftensoort uit de familie van de Talitridae. De wetenschappelijke naam van de soort is voor het eerst geldig gepubliceerd in 1914 door Tattersall.